# Тони Шумахер
Тони Шумахер (на немски: Toni Schumacher) е спортното и литературно име на Харалд Антон Шумахер, немски футболист и писател. Роден е в Дюрен край Кьолн.

## Биография
Тони Шумахер е прочутия вратар на националния отбор по футбол на ФРГ. Става спортист-легенда и заедно с аржентинеца Диего Марадона се превръща в най-популярната личност на Световното първенство по футбол в Мексико през 1986 година. Наричат Тони Шумахер „мраморен пън“, който безчувствено и брутално охранява своята врата. Заедно с това го смятат за типичен представител на немския спорт, характеризиращ се с агресивност, издръжливост, неартистичност и неудържим устрем към победа. Въпреки всичко Тони Шумахер е определен за „футболист на годината“ през 1986 година и става капитан на националния отбор на ФРГ.
Тони Шумахер си създава лоша слава, когато на полуфиналния мач за Световната купа в Севиля през 1982 година, за да спаси опасна топка, скача високо срещу френския нападател Патрик Батистон, фаулира го и го наранява тежко. Тогава Шумахер става най-мразеният футболист във Франция, а и във ФРГ, той се превръща във враг на журналистите от цяла Европа.

## Спортни успехи
Тони Шумахер е участник на две световни първенства през 1982 и 1986 година, избран за вратар на турнира през 1986-а. Европейски шампион през 1980 година. Участва и на Евро`84. Един от първите вратари в света, който хвърля топката с една ръка към съотборниците си. Играе за Бундестима от 1979 до 1986 година и записва 76 мача, сред които 15 в световни квалификации и 14 на световни финали. Финалист е и през 1982 и през 1986 година. В клубната си кариера играе за Кьолн, Шалке 04, Байерн (Мюнхен) и Борусия (Дортмунд). В Кьолн е рекордьор по участия с 422 мача.
От 1988 до 1991 г. играе във Фенербахче, ставайки първият чуждестранен капитан на турския клуб.

## Литературна слава
През 1987 г. Тони Шумахер публикува автобиографичната си книга „Начален сигнал. Разобличения за германския футбол“. Тази негова първа литературна творба предизвиква изключителен интерес. Още през същата година е издадена във Франция („Coup de sifflet“) и Унгария („Fütyülök rátok...“). През 1988 г. излиза в България („Начален сигнал“), Полша („Gryźć trawę“), СССР („Свисток“) и Англия („Blowing the whistle“), през 1990 г. – в Чехословакия („Odpískáno“), а през 2014 г. – в Испания („Tarjeta roja“).
„Начален сигнал“ е своеобразна „изповед“ на големия спортист. Той се самоанализира пред своите почитатели и читатели. Житейският му и спортен път е изпълнен не само с успехи и победи, но също с горчиви поражения и несполуки, с немалко грешки. Шумахер прави „разкрития за себе си“ (не толкова за немския футбол) и неговите самопризнания пред съда на публиката са пълни. В края на книгата си той изрича: „Писането е самопознание, така казват. Сега познавам ли се по-добре от преди? Защо ли отново да си отварям устата? Какво ще ми донесе това? Много критика, тук съм сигурен. Във всеки случай исках максимално честно и открито да изразя своите възгледи. И с тази книга може би да превъзмогна донякъде изолацията на футболния вратар, на този странен единадесети играч в неговия кафез.“
Шумахер прави оригинални наблюдения върху другите играчи на терена, върху цялата обстановка на едно решаващо състезание. Той разсъждава и за особеностите на професионалния спорт, за своето място в него: „Ето ви моето тяло, моето здраве, моя живот, моята душа, ето ви всичко мое. Затова ще получа добри пари. Но не позволявам да се прави всичко с мене. Не желая да бъда деградиран до инструмент за задоволяване на честолюбието на посивели спортни функционери или надути политици.“
Шумахер разказва и за своето детство, за беднотата, сред която е израсъл. Именно тази беднота го е подтикнала да се изявява, направила го е „борческа натура“. Самият той се нарича „бял негър“ поради отхвърлеността си от обществото, поради социалната си незначителност. Още при първите си стъпки в спорта негови приятел, а по късно и мениджър го окуражава: „Ти си като диамант, който още е скрит в буца руда. Колко пъти трябва да бъде шлифован, докато стане перфектен? Ако работиш енергично над себе си, ако отстраниш всички недостатъци и грешки, ще можеш да освободиш скъпоценното в същността си.“ Тези думи не само вдъхновяват Шумахер, те се превръщат за него в житейски принцип. Той записва: „Истинската битка започва едва тогава, когато вече си уморен до смърт. Да бъдеш K.O. (нокаут), а да казваш O.K. (окей) – това е тайната на успеха.“
През 2017 г. Тони Шумахер публикува втора автобиографична книга „Влизане в играта. Истини за футбола и моя живот“, която също е приета много радушно от читателите и критиката.